# Azad Kashmir

Azad Kashmir.

Azad Jammu och Kashmir, آزاد جموں و کشمیر, eller Azad Kashmir (urdu: 'Fria Kashmir') är den del av regionen Kashmir som sedan Brittiska Indiens upphörande 1947–1950 kontrolleras av Pakistan. Övriga delar av regionen kontrolleras av Indien.
Azad Kashmir (AJK) är en självstyrande stat med egen president, premiärminister, parlament, högsta domstol och officiell flagga. Huvudstaden är Muzaffarabad.

## Distrikt

Distrikt inom Azad Kashmir.

Azad Kashmir består av åtta distrikt i två divisioner, enligt tabellen nedan. Neelum är det senaste inrättade distriktet, varför statistiken är ofullständig.
| Division     | Distrikt     | Area (km²) | Befolkning (1998) | Centralort   |
| ------------ | ------------ | ---------- | ----------------- | ------------ |
| Mirpur       | Bhimber      | 1.516      | 301.633           | Bhimber      |
|              | Kotli        | 1.862      | 563.094           | Kotli        |
|              | Mirpur       | 1.010      | 333.482           | Mirpur       |
| Muzaffarabad | Bagh         | 1.368      | 393.415           | Bagh         |
|              | Muzaffarabad | 2.496      | 638.973           | Muzaffarabad |
|              | Neelum       | 3.621      | 106.778           | Athmuqam     |
|              | Poonch       | 855        | 411.035           | Rawalakot    |
|              | Sudhnati     | 569        | 334.091           | Palandari    |
| Totalt       | 8 distrikt   | 13.297     | 2.972.501         | Muzaffarabad |